# Vugizo
Vugizo es una comuna de la provincia de Makamba en Burundi. En agosto de 2008 tenía una población censada de 45 223 habitantes.
Se encuentra ubicada al sur del país, junto a la orilla oriental del lago Tanganica y la frontera con Tanzania. 